# United States Insurance Corporation

A petition and prospectus addressed to the Pennsylvania legislature, 1807 (Fondazione Mansutti, Milano).

La United States Insurance Corporation è stata una compagnia di assicurazione statunitense, con sede a Philadelphia.
La compagnia ottenne l'approvazione del Senato, ma in seguito il consiglio d'amministrazione indirizzò alla Camera dei Rappresentanti una petizione per ottenere la licenza di esercitare nel paese le assicurazioni nel ramo marittimo. 
La società pubblicò un opuscolo per riassumere i vantaggi collettivi dell'ingresso sul mercato di una compagnia di assicurazione. Le argomentazioni positive riguardavano lo sviluppo del commercio, la salvaguardia dell'industria e dell'agricoltura, nonché l'aumento della concorrenza tra i sei assicuratori esistenti.